# Jacob Beekhuis
Jacob Houdijn (Jaap) Beekhuis (Leiden, 13 augustus 1903 - Driebergen, 24 oktober 1988) was een Nederlands jurist. Beekhuis was hoogleraar aan de Rijksuniversiteit Groningen en lid van de Raad van State en enige jaren regeringscommissaris voor Boek 5 van het Nieuw Burgerlijk Wetboek. Hij geldt als de geestelijk vader van het moderne Nederlandse appartementsrecht.

## Jeugd en studie
Beekhuis werd geboren te Leiden als zoon van mr. Christiaan Houdijn Beekhuis (1874-1952), president van het Gerechtshof Leeuwarden, en diens echtgenote Johanna Martina Dutry van Haeften. Zijn grootmoeder van vaderskant was de feministische schrijfster Geesje Feddes; zijn oudere broer Christiaan Beekhuis (1899-1975) zou later raadsheer in de Hoge Raad der Nederlanden worden. 
Hij studeerde rechten aan de Universiteit Leiden van 1921 tot 1925, waarna hij met een studiebeurs voor drie maanden naar Londen vertrok om zich voor te bereiden op het schrijven van een proefschrift. Na korte tijd in het advocatenkantoor van zijn oom en zijn broer te hebben gewerkt keerde hij terug naar Leiden als repetitor in het burgerlijk recht. In 1934 promoveerde hij bij Eduard Meijers cum laude op het proefschrift Aansprakelijkheid van rechtspersonen en hare organen voor onrechtmatige daad.

## Carrière
Kort voor zijn promotie had Beekhuis van Meijers de suggestie gekregen om te solliciteren op de vacature van hoogleraar in het Nederlands-Indisch burgerlijk recht aan de Rechtshogeschool van Batavia; hij solliciteerde, maar de benoeming ging naar de iets oudere Jannes Eggens. Van 1934 tot 1938 werkte hij als advocaat op het kantoor van B.M. Droogleever Fortuyn (niet te verwarren met zijn familielid Eduard Droogleever Fortuijn, de latere landsadvocaat) in de cassatiepraktijk.
In 1938 werd Beekhuis op 35-jarige leeftijd benoemd tot hoogleraar in het burgerlijk recht, burgerlijke rechtsvordering, de inleiding tot de rechtswetenschap en het agrarisch recht aan de Rijksuniversiteit Groningen; zijn ambtsvoorganger Roeland Kollewijn was na slechts twee jaar naar Leiden vertrokken om daar hoogleraar te worden. Zijn oratie was getiteld Rechterlijke matiging bij de actie tot schadevergoeding uit onrechtmatige daad. Beekhuis had zelf nog geen ervaring met het agrarisch recht en de Pachtwet en moest zich daar halsoverkop in verdiepen. Tijdens de Duitse bezetting was Beekhuis decaan van de rechtenfaculteit, wat leidde tot veel vragen over het al dan niet sluiten van de faculteit en de gevolgen van de oorlog. Na de oorlog was hij lid van de afdeling rechtspraak van de Raad voor het Rechtsherstel. In het academisch jaar 1952-1953 was hij rector magnificus van de Rijksuniversiteit Groningen.
Vanaf 1957 bewerkte Beekhuis het deel Zakenrecht van de Asser-serie, dat tot dan toe was bewerkt door Paul Scholten; "Asser-Beekhuis" was lange tijd een gezaghebbend werk over het zakenrecht. De laatste druk van zijn hand verscheen in 1985, enkele jaren voor zijn overlijden. Bij koninklijk besluit van 6 april 1964 werd hij benoemd tot regeringscommissaris voor Boek 5 (zakenrecht) van het Nieuw Burgerlijk Wetboek; tegelijkertijd werden Gerard Langemeijer en Klaas Wiersma benoemd tot regeringscommissaris voor respectievelijk Boek 3 (vermogensrecht algemeen) en Boek 4 (erfrecht).
In september 1967 verliet Beekhuis de universiteit en werd hij benoemd tot lid van de Raad van State als opvolger van de (eveneens bij Meijers gepromoveerde) Leidse emeritus hoogleraar R.P. Cleveringa. Daar was hij lid van de "volle Raad" en daarnaast ook de afdelingen Justitie en Algemene zaken; ook werkte hij veel aan onderwerpen waar hij reeds eerder als regeringscommissaris mee bezig was geweest.

## Persoonlijk
Politiek was Beekhuis liberaal georiënteerd. Bij de kabinetsformatie van 1967 was Beekhuis even kandidaat voor het ministerschap van Justitie; maar omdat de VVD de voorkeur gaf aan Carel Polak werd hij en niet Beekhuis minister.
Beekhuis trouwde in 1929 met Soetje Alta, die hij had leren kennen omdat zij bij hem "repeteerde"; zij overleed in 1981. Het echtpaar kreeg vier kinderen. Hij was sinds 1955 ridder in de Orde van de Nederlandse Leeuw, van 1967 commandeur in de Kroonorde (België) en sinds 1974 commandeur in de Orde van Oranje-Nassau. Ook was hij sinds 1959 lid van de Koninklijke Nederlandse Akademie van Wetenschappen, afdeling Letterkunde.